# اصل کفایت علی
اصل کفایت علّی (انگلیسی: Causal adequacy principle) ادعای فلسفی رنه دکارت است مبنی بر این‌که علت یک شیء باید حداقل به اندازه خود شیء دارای واقعیت باشد، خواه به‌طور صوری، خواه مادی.

## بررسی اجمالی
دکارت با نقل قول لوکرتیوس فیلسوف رومی از اصل کفایت علّی دفاع می‌کند: «Ex nihilo nihil fit»، به‌معنای «هیچ چیز از هیچ حاصل نمی‌شود». - لوکرتیوس : ۱۴۶–۴۸۲ 
دکارت در مراقبه‌های خود از اصل کفایت علّی برای حمایت از استدلال تریدمارک خود برای وجود خدا استفاده می‌کند. : ۴۳۰ ادعاهای دکارت توسط توماس هابز در «مجموعه سوم ایرادات» منتشرشده در سال ۱۶۴۱ مورد مناقشه قرار گرفت. : ۳۷۹ 
دکارت بنیان‌گذار این ادعای فلسفی نبود. : ۵۴–۵۶ در متافیزیک کلاسیک افلاطون و ارسطو استفاده می‌شود و در آثار توماس آکویناس نیز به چشم می‌خورد.

## جزئیات
- «علت» آن چیزی است که چیزی را به نتیجه می‌رساند.
- اگر کالایی کیفیت مادی X را داشته باشد، آن را به‌معنای تحت‌اللفظی یا دقیق دارد.
- اگر یک کالا کیفیت صوری X را داشته باشد، آن را به‌شکل والاتری دارد.

برای نشان دادن این موضوع، یک فرد می‌تواند با نگه داشتن پول نزد خود، یا با ذخیره آن در حساب بانکی، به‌طور مادی پول در اختیار داشته باشد. به‌طور مشابه، یک شخص می‌تواند با داشتن دارایی‌هایی که به‌راحتی با آن مبادله می‌شود، دارایی صوری داشته باشد. : ۱۵۵–۱۵۶ 
دکارت دو توضیح از خود ارائه می‌دهد: : ۲۸ 
- گرما را نمی‌توان در جسمی که قبلاً داغ نبوده تولید کرد، مگر با چیزی که حداقل به‌همان درجه دارای گرما باشد.
- برای مثال، سنگی که قبلاً وجود نداشته، نمی‌تواند شروع به به‌وجود آمدن کند، مگر این‌که توسط چیزی تولید شود که به‌طور مادی یا صوری همه چیزهایی را که در سنگ یافت می‌شود، داشته باشد.

دکارت در ادامه ادعا می‌کند که اصل کفایت علّی نه تنها در مورد سنگ‌ها، بلکه در قلمرو ایده‌ها و ویژگی‌هایی که به‌عنوان بخشی از واقعیت عینی یک ایده در نظر گرفته می‌شوند نیز کاربرد دارد. : ۳۳–۳۵ 